# Ranvik Glacier
Ranvik Glacier är en glaciär i Antarktis. Den ligger i Östantarktis. Australien gör anspråk på området. Ranvik Glacier ligger 3 meter över havet.
Terrängen runt Ranvik Glacier är kuperad åt sydost, men åt sydväst är den platt. Havet är nära Ranvik Glacier åt nordväst. Trakten är obefolkad. Det finns inga samhällen i närheten.